# Noh Haeng-seok
Noh Haeng-seok (en coreano: 노행석; Corea del Sur, 17 de noviembre de 1988-1 de enero de 2025) fue un futbolista surcoreano que jugó en la posición de defensa.

### Carrera de club
Participó en el Draft de la K-League 2011 y fue seleccionado por el nuevo club Gwangju FC. En su temporada de debut solo jugó un partido de la Copa de la Liga, pero en 2012 disputó 11 partidos de liga y marcó un gol.
Se trasladó al Daegu FC en 2013. Sin embargo, sufrió una lesión en el tobillo durante el entrenamiento de pretemporada en Turquía antes de la temporada y no pudo jugar en un solo partido durante la temporada 2013 debido a la recuperación de la lesión y sus secuelas. [ 2 ] Hizo su debut en un partido contra Chungju Hummel el 12 de abril del año siguiente, y marcó su primer gol en este partido.
Regresó a la primera división trasladándose a Busan I'Park en el K League Classic 2015, pero no pudo evitar el descenso de Busan.
En 2016, fue cedido al Hwaseong FC de la K3 League debido a su servicio como trabajador del servicio público. Después de ser dado de baja del servicio público, se sentó en el banquillo en el partido contra Asan Mugunghwa el 22 de septiembre de 2018 y estuvo en la lista de espera de los jugadores de Busan por primera vez en mucho tiempo.
El 30 de mayo de 2019, se trasladó a la Kuala Lumpur FA de Malasia en calidad de préstamo por seis meses.
Se transfirió a Gyeongju Korea Hydro & Nuclear Power antes de la temporada 2020.
Dejó el equipo en la ventana de transferencias de verano de 2021.

### Muerte
Murió el 1 de enero de 2025, mientras luchaba contra el cáncer. 

## Equipos
| Periodo   | Club                                    |
| --------- | --------------------------------------- |
| 2011-2012 | Gwangju FC                              |
| 2013–2014 | Daegu FC                                |
| 2015-2019 | Busan IPark FC                          |
| 2016-2018 | → Hwaseong FC (cedido)                  |
| 2019      | → Kuala Lumpur FA (cedido)              |
| 2020-2021 | Gyeongju Korea Hydro & Nuclear Power FC |